# Sant Pere d'Alcanó
Sant Pere d'Alcanó és una església parroquial del municipi d'Alcanó (Segrià) protegida com a bé cultural d'interès local.

## Descripció
Aquesta església segueix les característiques de les esglésies del segle XVIII; hi té baixos relleus a les petxines de la cúpula i als arcs laterals de la nau central, amb motius florals, geomètrics i figures de Papes i àngels.
El portal d'entrada és prou original, amb dues columnes sobre basament i capitells que sostenen un entaulament motllurat i retranquejat. A més a més, es pot veure una columna al bell mig de l'entaulament on es recolza una representació escultòrica del Sant Jordi i el drac, entre volutes i sota un guardapols. A sobre d'aquest conjunt decoratiu s'obre una finestra rectangular.
L'església té tres naus, les laterals més baixes i estretes, amb la part corresponent al creuer ben diferenciada. La volta és d'obra, amb arc i contraforts a l'exterior, i l'absis és de planta octogonal. Actualment s'ha tret el guix a la zona baixa de les parets, restant la pedra vista. Al seu costat dret s'alça una torre campanar de secció octogonal, amb obertures d'arc de mig punt per les campanes, i es presenta coronada per una balustrada de pedra. La façana principal apareix rematada per una motllura i tres pinacles rectangulars.